# El Bienamado
El Bienamado é uma telenovela mexicana produzida por Nicandro Díaz González para a Televisa e foi exibida pelo Las Estrellas de 23 de janeiro de 2017 e 4 de junho de 2017, substituindo Tres veces Ana e sendo substituída por Mi marido tiene familia.
A trama é uma nova adaptação da peça teatral brasileira "Odorico, o Bem-Amado" ou "Os Mistérios do Amor e da Morte", de Dias Gomes, que deu origem a telenovela O Bem-Amado, produzida em 1973 pela Rede Globo. El Bienamado é um remake desta telenovela, já que a Globo perdeu os direitos sobre os textos de Dias Gomes.
É protagonizada antagonicamente por Jesús Ochoa, junto com Mariluz Bermúdez, Mark Tacher, Andrés Palacios, Chantal Andere, Nora Salinas e Irán Castillo; antagonizada por Salvador Zerboni, Michelle González e Andrés Mercado  tem atuação estelar de Alejandra García e a participação da primeira atriz Laura Zapata.

## Enredo
Odorico Cienfuegos (Jesús Ochoa), é um político que ganha as eleições para a prefeitura de um pequeno município chamado Loreto, sob a promessa de construir um novo cemitério. Para obter essa posição, conta com a ajuda de três irmãs solteiras: Justina (Chantal Andere), Dulcina (Nora Salinas), Santina (Irán Castillo). Odorico mantém uma aventura amorosa com elas, sem que uma saiba das outras.
Mas apesar deste conflito, o grande problema de Odorico é sua filha Valeria (Mariluz Bermúdez), que retorna à cidade e se apaixona loucamente por León (Mark Tacher), o médico da região que é inimigo número um do político. Odorico, obcecado com o famoso cemitério, precisa rapidamente de alguém para morrer, no entanto, ironicamente nenhum caso de morte foi registrado nos últimos tempos, fazendo com que Odorico coloque em pratica algumas artimanhas que darão um resultado inesperado para a história.

## Elenco
| Ator/Atriz             | Personagem               |
| ---------------------- | ------------------------ |
| Jesús Ochoa            | Odorico Cienfuegos       |
| Mariluz Bermúdez       | Valeria Cienfuegos       |
| Mark Tacher            | León Serrano             |
| Andrés Palacios        | Homero Fuentes           |
| Chantal Andere         | Justina Samperio         |
| Nora Salinas           | Dulcina Samperio         |
| Irán Castillo          | Santina Samperio         |
| Laura Zapata           | Bruna Mendoza            |
| Salvador Zerboni       | Jairo Portela            |
| Alejandra Sandoval     | Melissa                  |
| Alejandra García       | Tania Mendoza            |
| Francisco Gattorno     | Chuy Diablos             |
| Roberto Romano         | Alexis Cienfuegos        |
| Raquel Morell          | Generosa Cienfuegos      |
| Fernando Ciangherotti  | Genovevo Morones         |
| Olivia Collins         | Olguita                  |
| Luis Gatica            | Ambrosio Cárdenas        |
| Dayren Chávez          | Luz Marina Cárdenas      |
| Diego de Erice         | Dirceo Retana            |
| Ricardo Silva          | Liborio                  |
| Michelle Rodríguez     | Estrella                 |
| Eduardo Rodríguez      | Carrasco                 |
| Polo Morín             | Jordi                    |
| Ricardo Fastlicht      | Trevor                   |
| Ricardo Margaleff      | Juancho                  |
| Rosita Bouchot         | Talita                   |
| Sergio Reynoso         | Mateo                    |
| Aleida Núñez           | Gloriana                 |
| César Bono             | Padre Dimas              |
| Gaby Roma              | Evelina                  |
| Mauricio Castillo      | Quirino                  |
| Christian Ramos        | Tadeo                    |
| Eduardo Manzano        | Arcadio                  |
| Gabriela Zamora        | Paquita                  |
| Guillermo Dorantes     | Camilo                   |
| José Montini           | Pomponio                 |
| Manuel Monge           | Adan                     |
| Michel López           | Crisóforo                |
| Pepe Olivares          | Bermejo                  |
| Reynaldo Rossano       | Fidel                    |
| Tony Balardi           | Jilguero                 |
| Jacqueline Bracamontes | Laura Urquidi de Serrano |
| Chao                   | Binicio                  |

## Audiência
Em sua estreia marcou segundo dados divulgados pela imprensa mexicana 18 pontos, o que se repetiu ao longo de sua primeira semana. Ao longo de seus capítulos sua média foi subindo, sua maior audiência foi de 22 pontos. A trama se encerrou com 19.7 pontos (20), se encerrando na meta.

## Prêmios e Indicações

### PremioTvyNovelas 2018
| Categoria                 | Indicados              | Resultados |
| ------------------------- | ---------------------- | ---------- |
| Melhor Telenovela         | Nicandro Díaz González | Indicado   |
| Melhor Atriz Protagonista | Mariluz Bermúdez       | Indicado   |
| Melhor Ator Protagonista  | Mark Tacher            | Indicado   |
| Melhor Ator Antagonista   | Salvador Zerboni       | Indicado   |
| Melhor Elenco             | Nicandro Díaz González | Indicado   |